# Дераніягала (підрозділ окружного секретаріату)
Підрозділ окружного секретаріату Дераніягала — підрозділ окружного секретаріату округу Кегалле, провінції Сабарагамува, Шрі-Ланка. Складається з 26 Грама Ніладхарі.